# Eduard Knoblauch
Carl Heinrich Eduard Knoblauch, mais conhecido como Eduard Knoblauch (Berlim, 25 de setembro de 1801 – Berlim, 29 de maio de 1865) foi um arquiteto alemão.

## Biografia

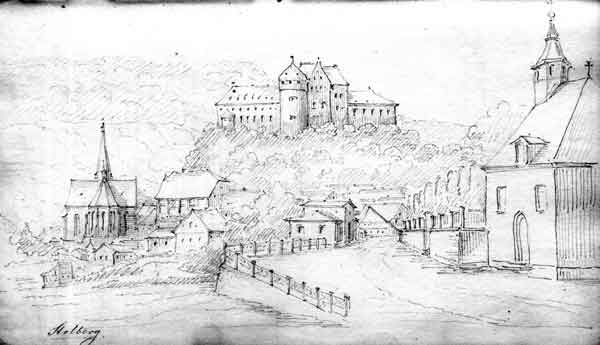
Esboço de Stolberg (Harz) por Eduard Knoblauch, c. 1830

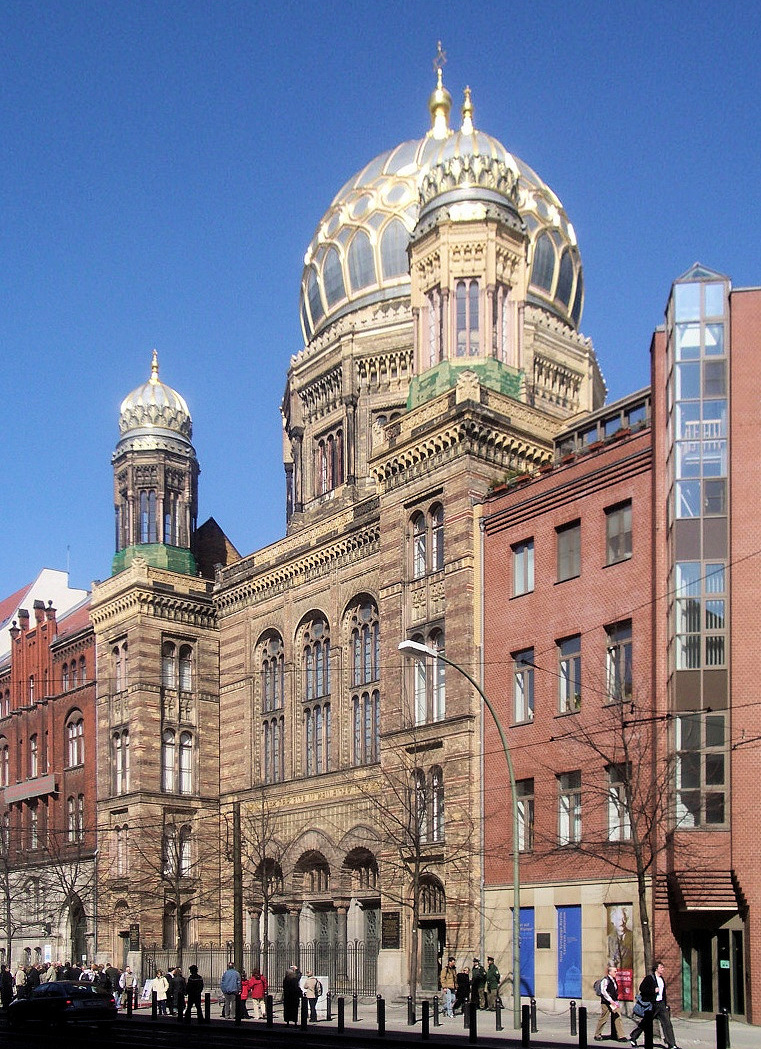
Foto de 2005 da Nova Sinagoga de Berlim por Eduard Knoblauch, construída entre 1859-1866

Eduard Knoblauch nasceu na casa de sua família em Berlim, Alemanha. Ele estudou na Berliner Bauakademie com Karl Friedrich Schinkel passando com sucesso em uma série de exames (1818 Feldmesserprüfung, 1822 Kondukteurprüfung, 1828 Baumeisterprüfung). Ele foi um dos co-fundadores da Architektenvereins (sociedade de arquitetos) em Berlim em 1824 e esteve em seu conselho executivo até 1862. Ele editou o Zeitschrift für Bauwesen (jornal sobre construção) por muitos anos. Após a conclusão de seus estudos em 1828, ele viajou pela Alemanha e Holanda. Com o arquiteto Friedrich August Stüler, ele viajou em 1829/1830 para a França, Suíça e Itália. Ele se casou com Julie Verhuven em 1831 e teve com ela dois filhos e quatro filhas. Ele e sua esposa estão enterrados no cemitério St. Marien- und St. Nikolai, em Berlim.

## Edifícios
- 1840–1841: Conversão do palácio da princesa Amália na embaixada russa, Berlim, Unter den Linden 7/8 (antigo censo) (destruído em 1944)
- 1842: pavilhão de caça de Blomenburg em Selent
- 1843: Expansão da igreja da cidade em Guben (hoje uma ruína)
- 1843–1845: Castelo de Görlsdorf perto de Angermünde (apenas restos das fundações foram preservados)
- 1844: Krollsches Etablissement em Berlim (junto com Ludwig Persius e Carl Ferdinand Langhans))
- 1844–1846: Redesenho do interior da Igreja de Santa Maria em Prenzlau
- 1845–1847 Castelo de Vogelsang perto de Ückermünde
- 1846–1848: Castelo de Kröchlendorff
- 1846–1850: Castelo de Schlemmin
- 1854: Palais Robert Caro em Breslau, Schweidnitzer Stadtgraben 19 (hoje Podwale 57) (destruído)
- 1856: Reconstrução da sinagoga em Berlim, Heidereutergasse
- 1856–1858: Edifício administrativo da Diretoria Real de Ferrovias de Szczecin
- 1856–1858: Expansão e reconstrução do Castelo de Lanke
- 1857–1858: Palais Arnim-Boitzenburg em Berlim, Pariser Platz 4 e Palais Behr-Negendank na Wilhelmplatz (ambos destruídos)
- 1858–1860: Hospital Judaico em Berlim, Auguststraße 14–16
- 1859-1866: Nova sinagoga em Berlim, Oranienburger Straße
- 1878–1879: Redesenho de longo alcance da Igreja de Jerusalém em Berlim, Friedrichstadt (destruída)

Numerosos edifícios residenciais em Berlim, estações ferroviárias em Bydgoszcz, Elbing e Schneidemühl, edifícios bancários em Dessau, Danzig e Königsberg, hotéis, castelos e propriedades rurais na Pomerânia, Silésia e Prússia Oriental.